# Arthur Tyler
Arthur Walter "Art" Tyler, född 26 juli 1915, död 23 augusti 2008, var en amerikansk bobåkare.
Tyler blev olympisk bronsmedaljör i fyrmansbob vid vinterspelen 1956 i Cortina d'Ampezzo.